# Струков, Пётр Ананьевич
Пётр Ананьевич Струков (1803—1881) — генерал-майор, предводитель дворянства Александровского уезда Екатеринославской губернии.

## Биография

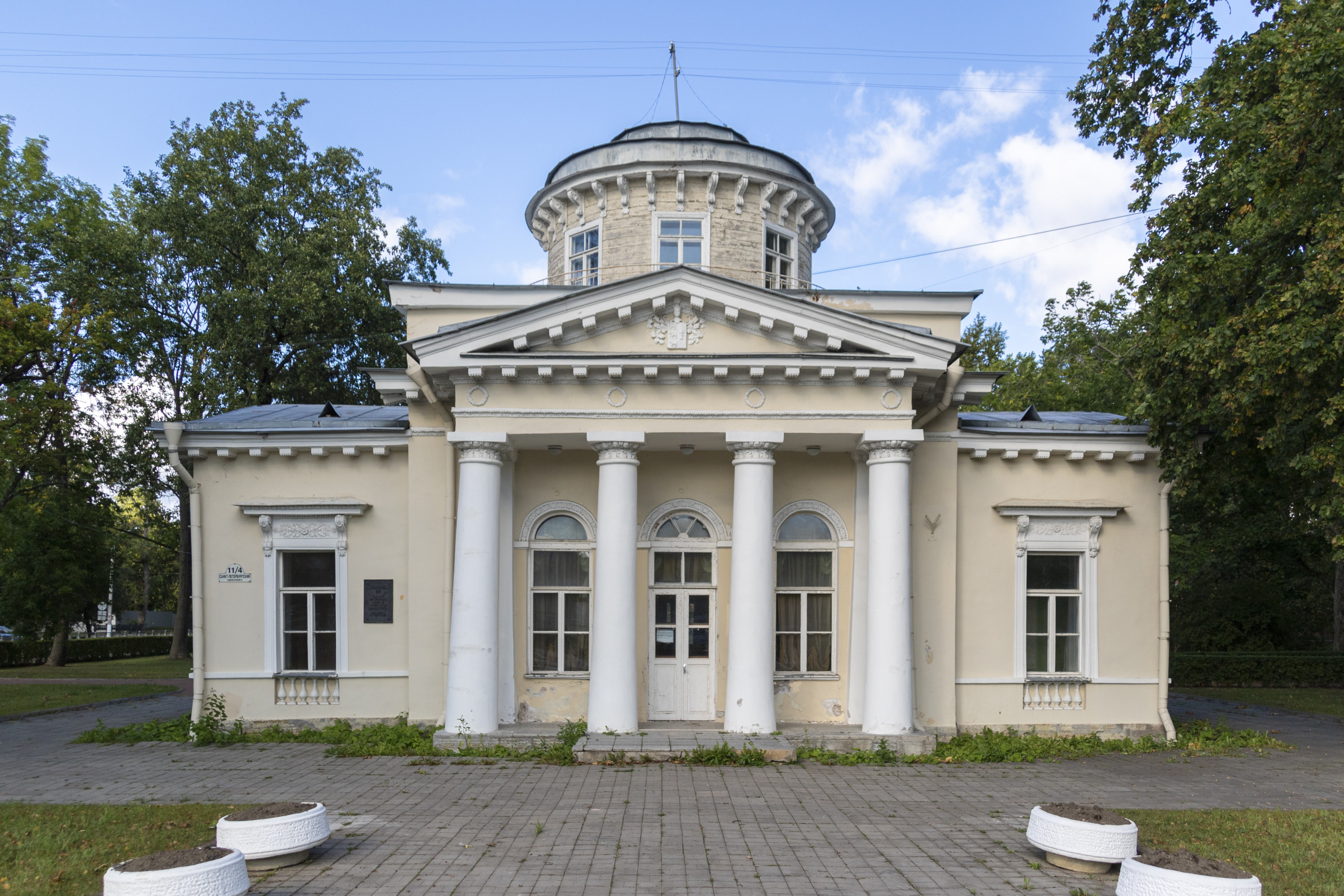
Дом Струкова в Петергофе

Происходил из потомственных дворян Екатеринославской губернии Струковых. Родился в семье Екатеринославского губернского предводителя  Анания Герасимовича Струкова (1761 — ок. 1806); мать — Ольга Константиновна (1776—1836, в девичестве Маврогени), впоследствии известная как «курская Салтычиха».
Воспитывался в благородном пансионе при Санкт-Петербургском университете. Службу начал сразу по выходе из пансиона в 1821 году — в департаменте Министерства юстиции. Из губернских секретарей перешел в военную службу унтер-офицером в лейб-гвардии Драгунский полк. Затем был поручиком Уланского полка. В комиссариатском департаменте Военного министерства служил в чине полковника.
Принимал участие в русско-турецкой войне, в подавление Польского восстания 1831 года и Венгерской кампании. Дослужился до чина генерал-майора. 4 декабря 1843 года награждён орденом Св. Георгия 4-й степени.
В 1844 году оставил военную службу. В 1851—1853 годах был предводителем дворянства Александровского уезда. В 1855—1856 годах был начальником дружины Санкт-Петербургского подвижного ополчения. Трижды избирался Екатеринославским губернским предводителем дворянства (22 октября 1865 — 22 сентября 1874).

Был богатейшим помещиком Екатеринославской губернии своего времени. После смерти матери в 1836 году получил огромное наследство, в том числе дом в Санкт-Петербурге на Английской наб., д. 52, в котором в 1800 году составлялся заговор против императора Павла I, а впоследствии в 1831 году жил А. С. Пушкин. По воспоминаниям сына Анания, собственный дом его родителей был известным домом в Петербурге:
Они принимали довольно много и у них бывало высшее общество того времени; я в детстве видел в родительских гостиных старуху графиню Разумовскую, Бутурлиных, Демидовых и многих других представителей тогдашней знати. Старшего брата Александра крестил лично цесаревич Александр Николаевич, брата Алексея — великий князь Михаил Павлович, самого младшего Михаила — Яков Иванович Ростовцев. Когда отстроился Николаевский дворец, родители возили хлеб-соль его хозяевам. Вскоре после этого великий князь был посаженным отцом у старшей сестры моей Александры.
Также он унаследовал многочисленные имения в Курской губернии. На июнь 1853 года был владельцем 2128 десятин незаселённой земли в Александровском уезде. К моменту отмены крепостного права в 1861 году ему принадлежало 406 крестьян в сёлах Линец и Радубеж Курской губернии.
Умер 11 (23) мая 1881 года.

## Семья

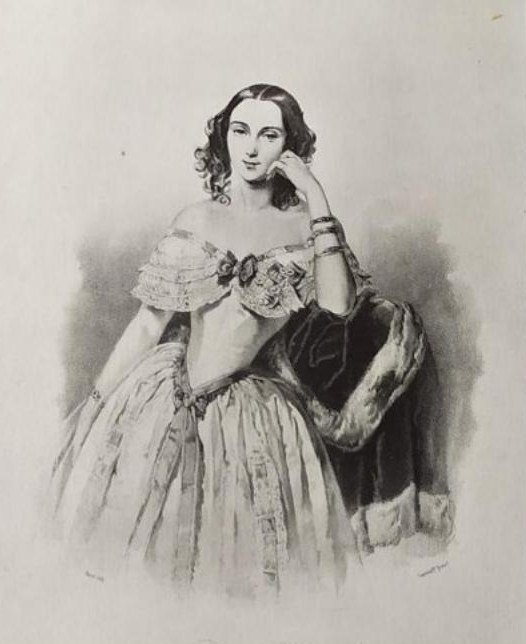
Анна Алексеевна Струкова

Жена (с 12 февраля 1837 года) — Анна Алексеевна Арбузова (1820—10.02.1894), фрейлина двора (1835), дочь участника Наполеоновских войн генерала А. Ф. Арбузова. «Молодая, прелестная, стройная, полная робкой сдержанности» она считалась одной из первых красавиц императорского двора. Венчание её с богатейшим помещиком Струковым было в Петербурге в Исаакиевском соборе. Умерла в Петербурге от крупозного воспаления легких вызванного инфлюэнцей. Похоронена в имении Вышетарасовка Екатеринославской губернии. Дети:
- Александра (1838—1868), жена М. Н. Теренина, симбирского и владимирского губернатора;
- Александр (1840—1911), генерал от кавалерии, герой Русско-турецкой войны 1877—1878 годов.
- Пётр (1840—1885)
- Алексей (02.01.1842[5]— ?), крещен 10 февраля 1842 года в Исаакиевском соборе при восприемстве великого князя Михаила Павловича и бабушки А. Д. Арбузовой.
- Ольга (24.04.1843[6]— ?), крещена 21 мая 1843 года в Исаакиевском соборе при восприемстве деда А. Ф. Арбузова.
- Николай (1845—?)
- Константин (1847—01.04.1881[7]), полковник Белорусского гусарского полка, умер от хронического воспаления легких, похоронен в имении Вышетарасовка.
- Мария (1848—1922), жена А. К. Кривошеина, министра путей сообщения;
- Эммануил (1849—1883)
- Ананий (1851—1922), политический и государственный деятель;
- Анна (10.09.1854[8]— ?), жена Н. А. Косача, санкт-петербургского вице-губернатора.
- Владимир (16.05.1856—08.04.1865), крещён 3 июня в Исаакиевском соборе[9], умер от скарлатины.
- Вера (03.11.1862[10]—1920), замужем за графом И. В. Канкриным;
- Дмитрий (1864—1920), офицер, генерал-майор Главного артиллерийского управления, музеевед;